# Le Collet
Pour les articles homonymes, voir Collet.
Le Collet est un col du massif des Vosges reliant Le Valtin à Xonrupt-Longemer, situé sur la limite entre ces deux communes.

## Géographie
Ce col situé à 1 110 mètres d'altitude est franchi par la D 417 entre Xonrupt-Longener et le col de la Schlucht, à 1 900 mètres de ce dernier.
Le Collet subit d'importants travaux en 2023 avec la création d'un carrefour en T décalé avec une voie d'évitement et la réalisation de places de parking.

## Histoire
Les sentiers descendant en lacet dans les vallées voisines sont les vestiges des chemins de schlitteurs amenant les coupes annuelles des forêts par d'étroits chemins.
Un stade de neige ouvre au col dans les années 1960. Sa gestion devient ensuite commune avec celle du stade de Retournemer tout proche. La création d'un domaine skiable par regroupement avec La Bresse Hohneck et le col de la Schlucht est envisagée en 1994, mais ne voit pas le jour.